# París-Roubaix 1985
La París-Roubaix 1985 fou la 83a edició de la París-Roubaix. La cursa es disputà el 14 d'abril de 1985 i fou guanyada pel francès Marc Madiot, que s'imposà en solitari en l'arribada a Roubaix. Bruno Wojtinek i Sean Kelly foren segon i tercer respectivament.

## Classificació final
|    | Ciclista            | Equip         | Temps      |
| -- | ------------------- | ------------- | ---------- |
| 1  | Marc Madiot         | Renault-Elf   | 7h 21' 10" |
| 2  | Bruno Wojtinek      | Renault-Elf   | + 1' 51"   |
| 3  | Sean Kelly          | Skil          | + 2' 09"   |
| 4  | Greg LeMond         | La Vie Claire | m. t.      |
| 5  | Rudy Dhaenens       | Hitachi       | m. t.      |
| 6  | Eddy Planckaert     | Panasonic     | m. t.      |
| 7  | Jozef Lieckens      | Lotto         | m. t.      |
| 8  | Hennie Kuiper       | Verandalux    | + 3' 30"   |
| 9  | Adrie van der Poel  | Kwantum       | m. t.      |
| 10 | Ferdi van den Haute | La Redoute    | + 5' 04"   |